# Jeffrey Johnson
Jeffrey S. S. Johnson (Massachusetts, 28 de janeiro de 1970) é um ator e músico norte-americano. Foi protagonista do filme Letters to God. Atuou no filme Apparitional e fez trabalhos em várias séries de televisão, incluindo CSI: Crime Scene Investigation.

## Filmografia
| Ano  | Título                                   | Personagem             | Notas                                   |
| ---- | ---------------------------------------- | ---------------------- | --------------------------------------- |
| 1999 | Resculpting Venus                        | Jerry                  |                                         |
| 2001 | So Little Time                           | Kyle                   | Episódio "The New Guy"                  |
| 2001 | Three Sisters                            | Rapaz                  | Episódio "The Dry Spell"                |
| 2002 | Scorcher                                 | Modelo                 |                                         |
| 2002 | Boomtown                                 | Victor Alfandre        | Episódio "Reelin' in the Years"         |
| 2003 | Tremors                                  | Chad Ranston           | Episódio "Graboid Rights"               |
| 2004 | The District                             | Ken                    | Episódio "Breath of Life"               |
| 2004 | Target                                   | Curtis                 |                                         |
| 2004 | Helter Skelter                           | Terry Melcher          |                                         |
| 2004 | Without a Trace                          | Ethan                  | Episódio "American Goddess"             |
| 2005 | Down Dog                                 | Dave                   |                                         |
| 2005 | House of Grimm                           | Wraith                 |                                         |
| 2005 | CSI: Crime Scene Investigation           | Morgan Stewart         | Episódio "Spark of Life"                |
| 2005 | Over the Shoulder                        | Ralph                  |                                         |
| 2005 | Barbershop                               | Carl                   | Episódio "Get Your Hand Out of My Womb" |
| 2005 | A Coat of Snow                           | Mark                   |                                         |
| 2007 | Day Break                                | Motorista              | Episódio "What If He's Not Alone?"      |
| 2007 | Burn Notice                              | Kent Fontenau          | Episódio "Loose Ends"                   |
| 2008 | Unhitched                                | Rick                   | Episódio "Pole-Dancing Toddler"         |
| 2009 | Stellina Blue                            | Mark                   |                                         |
| 2010 | Criminal Minds                           | Detetive Marty Cotrone | Episódio "The Uncanny Valley"           |
| 2010 | Letters to God                           | Brady McDaniels        |                                         |
| 2010 | The Secret Life of the American Teenager | Peter's                | Episódio "Chicken Little"               |
| 2010 | Bones                                    | Mike Casper            | Episódio "The Shallow in the Deep"      |
| 2011 | Lie to Me                                | Ben Aston              | Episódio "Gone"                         |
| 2011 | NCIS                                     | Nelson Tunney          | Episódio "Dead Reflection"              |
| 2012 | Shadow Witness                           | Jack Hodel             |                                         |
| 2012 | TERA                                     |                        | Videogame                               |
| 2012 | Vegas                                    | Marty Gilson           | Episódio "The Real Thing"               |
| 2012 | Wicca Please                             | Samuki                 | Episódio "Transpo"                      |
| 2012 | Hitman: Absolution                       |                        | Videogame                               |
| 2012 | Worth: The Testimony Of Johnny St. James | Johnny James           |                                         |
| 2013 | Apparitional                             | Ben                    |                                         |